# Adolf-Friedrich Kuntzen
Adolf-Friedrich Kuntzen, nemški general, * 26. julij 1889, † 10. julij 1964.